# Alberto Tavares da Costa
Alberto Manuel Portal Tavares da Costa (Porto, 2 de Dezembro de 1934) é um jurista e magistrado português. Foi Juiz do Tribunal Constitucional de 1989 a 2003.

## Carreira
Alberto Tavares da Costa desempenhou as funções de Delegado do Procurador da República em Arraiolos, Montijo e Lisboa, e de Juiz de Direito em Cuba, Cartaxo, Sintra e Lisboa. Foi Procurador-Geral Adjunto, tendo exercido funções no Conselho Consultivo da Procuradoria-Geral da República (1976-1989). 
Foi nomeado Juiz-Conselheiro do Supremo Tribunal de Justiça em 1993.

## Tribunal Constitucional
Em 4 de Outubro de 1989 Alberto Tavares da Costa foi cooptado Juiz do  Tribunal Constitucional pelos Juízes eleitos pela Assembleia da República, por maioria qualificada conforme previsto pela Constituição. 
Renunciou ao cargo em 26 de Setembro de 2003.